# Lucas Salinas
Lucas Spinola Salinas (Sorocaba, 14 ottobre 1995) è un calciatore brasiliano, centrocampista del Borneo.

## Carriera
Dopo aver iniziato a giocare nei campionati statali brasiliani con São Bento e Atlético Sorocaba, e successivamente nella terza divisione portoghese con varie squadre, l'11 febbraio 2020 viene acquistato a titolo definitivo dalla Lokomotiv Plovdiv, formazione della massima serie bulgara.

## Statistiche

### Presenze e reti nei club
Statistiche aggiornate al 18 agosto 2021.
| Stagione                 | Squadra                  | Campionato               | Campionato | Campionato | Coppe nazionali | Coppe nazionali | Coppe nazionali | Coppe continentali | Coppe continentali | Coppe continentali | Altre coppe | Altre coppe | Altre coppe | Totale | Totale |
| Stagione                 | Squadra                  | Comp                     | Pres       | Reti       | Comp            | Pres            | Reti            | Comp               | Pres               | Reti               | Comp        | Pres        | Reti        | Pres   | Reti   |
| ------------------------ | ------------------------ | ------------------------ | ---------- | ---------- | --------------- | --------------- | --------------- | ------------------ | ------------------ | ------------------ | ----------- | ----------- | ----------- | ------ | ------ |
| 2015                     | São Bento                | A1/SP                    | 1          | 0          |                 | -               | -               |                    | -                  | -                  |             | -           | -           | 1      | 0      |
| 2016                     | Atlético Sorocaba        | A2/SP                    | 3          | 1          |                 | -               | -               |                    | -                  | -                  |             | -           | -           | 3      | 1      |
| 2016-2017                | Lusitano VRSA            | CdP                      | 16         | 0          |                 | -               | -               |                    | -                  | -                  |             | -           | -           | 16     | 0      |
| 2017-2018                | Armacenenses             | CdP                      | 16         | 1          |                 | -               | -               |                    | -                  | -                  |             | -           | -           | 16     | 1      |
| 2018-gen. 2019           | Olhanense                | CdP                      | 14         | 0          |                 | -               | -               |                    | -                  | -                  |             | -           | -           | 14     | 0      |
| gen.-giu. 2019           | Sertanense               | CdP                      | 12         | 1          |                 | -               | -               |                    | -                  | -                  |             | -           | -           | 12     | 1      |
| 2019-feb. 2020           | Sertanense               | CdP                      | 16         | 4          | CP              | 2               | 0               |                    | -                  | -                  |             | -           | -           | 18     | 4      |
| Totale Sertanense        | Totale Sertanense        | Totale Sertanense        | 28         | 5          |                 | 2               | 0               |                    | -                  | -                  |             | -           | -           | 30     | 5      |
| feb.-lug. 2020           | Lokomotiv Plovdiv        | 1L                       | 10         | 2          | CB              | 4               | 0               |                    | -                  | -                  |             | -           | -           | 14     | 2      |
| 2020-2021                | Lokomotiv Plovdiv        | 1L                       | 21         | 2          | CB              | 2               | 0               | UEL                | 2                  | 0                  | SB          | 1           | 0           | 26     | 2      |
| 2021-2022                | Lokomotiv Plovdiv        | 1L                       | 4          | 0          | CB              | 0               | 0               | UECL               | 3                  | 1                  |             | -           | -           | 7      | 1      |
| Totale Lokomotiv Plovdiv | Totale Lokomotiv Plovdiv | Totale Lokomotiv Plovdiv | 35         | 4          |                 | 6               | 0               |                    | 5                  | 1                  |             | 1           | 0           | 47     | 5      |
| Totale carriera          | Totale carriera          | Totale carriera          | 113        | 11         |                 | 8               | 0               |                    | 5                  | 1                  |             | 1           | 0           | 127    | 12     |

## Palmarès

### Club

#### Competizioni nazionali
- Coppa di Bulgaria: 1

Lokomotiv Plovdiv: 2019-2020
- Supercoppa di Bulgaria: 1

Lokomotiv Plovdiv: 2020